# Mimulosia undulosa
Mimulosia undulosa là một loài bướm đêm thuộc phân họ Arctiinae, họ Erebidae.